# Сиприен, Вилан
Вила́н Жан-Клод Сиприе́н (фр. Wylan Jean-Claude Cyprien; род. 28 января 1995, Лез-Абим, Гваделупа) — французский футболист, центральный полузащитник итальянского клуба «Парма». Выступал за молодёжную сборную Франции.

## Клубная карьера

### «Ланс»
Начал футбольную карьеру в академии клуба «Париж». В 2012 году перешёл в академию «Ланса». Дебютировал за первую команду 28 января 2013 года в матче против клуба «Дижон». Забил первый гол 2 ноября 2013 года в матче против клуба «Кан» на 2-й минуте.

### «Ницца»
27 июля 2016 года после длительных переговоров между клубами Сиприен подписал контракт с «Ниццей». Сумма отступных за игрока, по оценкам, составила около €5 млн. Футболист дебютировал за команду 14 августа в матче 1-го тура чемпионата Франции против «Ренна». Первый гол за «Ниццу» забил 11 сентября в игре 4-го тура Лиги 1 с «Марселем»: при счёте 2:2 на 88-й минуте Сиприен откликнулся на пас Юнеса Беланда и решил исход «лазурного дерби». 

### «Парма»
В октябре 2020 года Вилан Сиприен на правах аренды перешёл в итальянскую «Парму». Позже был подписан контракт до 2025 года.
В июне 2021 Сиприен был отдан в аренду во французский «Нант», где он провел 29 матчей за сезон и отметился забитыми голами в ворота «Лорьяна» и «Лиона».
9 августа 2022 года полузащитник присоединился к швейцарскому клубу «Сьон» на правах аренды с опцией выкупа. Забив 4 мяча в 21 игре Сиприен вернулся в «Парму».

## Карьера в сборной
С 2010 по 2016 годы футболист привлекался к играм национальных команд Франции различных возрастов. В 2016 году провёл два матча за сборную до 21 года.

## Статистика
| Сезон           | Клуб            | Дивизион        | Лига  | Лига | Кубок | Кубок | Евро  | Евро | Всего | Всего |
| Сезон           | Клуб            | Дивизион        | Матчи | Голы | Матчи | Голы  | Матчи | Голы | Матчи | Голы  |
| --------------- | --------------- | --------------- | ----- | ---- | ----- | ----- | ----- | ---- | ----- | ----- |
| 2012/13         | Ланс            | Лига 2          | 12    | 0    | 3     | 0     | 0     | 0    | 15    | 0     |
| 2013/14         | Ланс            | Лига 2          | 23    | 1    | 4     | 0     | 0     | 0    | 27    | 1     |
| 2014/15         | Ланс            | Лига 1          | 33    | 2    | 2     | 0     | 0     | 0    | 34    | 2     |
| 2015/16         | Ланс            | Лига 2          | 34    | 7    | 1     | 0     | 0     | 0    | 35    | 7     |
| 2016/17         | Ницца           | Лига 1          | 29    | 8    | 1     | 0     | 4     | 1    | 34    | 6     |
| 2017/18         | Ницца           | Лига 1          | 16    | 2    | 2     | 0     | 3     | 0    | 21    | 2     |
| 2018/19         | Ницца           | Лига 1          | 29    | 4    | 1     | 0     | 0     | 0    | 30    | 4     |
| 2019/20         | Ницца           | Лига 1          | 20    | 7    | 4     | 1     | 0     | 0    | 24    | 8     |
| Итого за клуб   | Итого за клуб   | Итого за клуб   | 94    | 21   | 8     | 1     | 7     | 1    | 109   | 23    |
| Всего в карьере | Всего в карьере | Всего в карьере | 196   | 31   | 18    | 1     | 7     | 1    | 221   | 33    |

## Достижения
«Нант»
- Обладатель Кубка Франции: 2021/22